# Revest-les-Roches
Revest-les-Roches är en kommun i departementet Alpes-Maritimes i regionen Provence-Alpes-Côte d'Azur i sydöstra Frankrike. Kommunen ligger  i kantonen Roquesteron som ligger i arrondissementet Nice. År 2022 hade Revest-les-Roches 235 invånare.

## Befolkningsutveckling
Antalet invånare i kommunen Revest-les-Roches
Referens: INSEE